# Clavularia garcia
Clavularia garcia is een zachte koraalsoort uit de familie Clavulariidae. De koraalsoort komt uit het geslacht Clavularia. Clavularia garcia werd in 1894 voor het eerst wetenschappelijk beschreven door Hickson. 